# Ganderbal
Gāndarbal är en ort i Indien.   Den ligger i distriktet Srinagar och unionsterritoriet Jammu och Kashmir, i den norra delen av landet, 700 km norr om huvudstaden New Delhi. Gāndarbal ligger 1 593 meter över havet och antalet invånare är 16 271.
Terrängen runt Gāndarbal är varierad. Runt Gāndarbal är det mycket tätbefolkat, med 1 692 invånare per kvadratkilometer. Närmaste större samhälle är Srinagar, 15,9 km söder om Gāndarbal. Trakten runt Gāndarbal består till största delen av jordbruksmark.